# Aleka Papariga
Alexandra (Aleka) Papariga (grekiska: Αλέκα Παπαρήγα), född 5 november 1945 i Aten, är en grekisk politiker som var generalsekreterare för Greklands kommunistiska parti från 1991 till 2013 och därmed den första kvinnliga partiordföranden i grekisk politik. Hon var ledamot i hellenska parlamentet mellan 1993 och 2023
Paparigas föräldrar tillhörde motståndsrörelsen och kommunistpartiet. Själv började hon engagera sig politiskt 1961, då i fredsrörelsen. 1968, under juntatiden, inträdde hon som medlem i partiet. Sedan 1976 har hon arbetat som yrkesrevolutionär, centralkommittéledamot sedan tionde kongressen (maj 1978), politbyråledamot sedan 1986. På trettonde kongressen, februari 1991, valdes hon till generalsekreterare. När hon omvaldes på artonde kongressen 2009 blev hon den mest långvariga partiordföranden i KKE:s historia.
Papariga är författare till två böcker om kvinnans emancipation, är änka och har en dotter.